# EVS Broadcast Equipment
EVS Broadcast Equipment – przedsiębiorstwo tworzące systemy do produkcji cyfrowych sygnałów wizyjnych, które znajdują zastosowanie głównie podczas produkcji „na żywo” (live outside broadcast). Ich serwery stały się dominującym standardem dla nadawców na całym świecie. Produkcyjne serwery XT3  umożliwiają tworzenie, edycję, wymianę oraz emisję kontentu wizyjnego i dźwiękowego.
Według danych firmy, codziennie z ich narzędzi korzysta ok. 5000 operatorów na całym świecie.

## Produkcja beztaśmowa
Emisja w sieciach telewizyjnych wiązała się od zawsze przede wszystkim z nadawaniem uprzednio zarejestrowanych materiałów, które do tej pory przechowywane były głównie na taśmach. Jednakże montaż liniowy (bazujący na produkcji taśmowej), coraz częściej zastępowany był przez montaż nieliniowy wykorzystujący cyfrowe media. W dzisiejszych czasach, technologia cyfrowa wykorzystująca dyski (nieliniowa z definicji), to najczęstsza alternatywa. Od wielu lat widzimy jasną migrację w kierunku tej technologii, mimo że i tak potrzeba będzie pewnie z 5-6 lat na to, by wykorzystanie nośników dyskowych wzrosło z 30% do ok. 70%. Stacje telewizyjne rozpoczęły proces przechodzenia na beztaśmową produkcję na platformach komputerowych z końcem lat 90. Rejestratory wideo są już rzadkością podczas dzisiejszych produkcji „na żywo”, natomiast serwery umożliwiające rejestrację kontentu cyfrowego, takie jak EVS, stały się normą w środowisku produkcyjnym.

## Historia
Firma EVS powstała w 1994 roku. Jej założycielami byli Pierre L’Hoest i Laurent Minguet. Trzy lata później firma zainwestowała 30% kapitału w funduszach prywatnych, mając w obrocie 4 mln EUR.
W 1998 firma EVS po raz pierwszy notowana została na giełdzie przy kursie 14,8 EUR za akcję i wyceniona na 204 mln EUR. W tym samym roku EVS przejął VSE, podwykonawcę rozwiązań sprzętowych, zarządzaną przez Michaela Counsona. Poprzez tę transakcję VSE nabył udziały w EVS-ie wyceniane na 4,5 miliona EUR.
Od tego momentu firma EVS stała się kluczowym graczem na rynku, skupionym na technologiach cyfrowej rejestracji materiałów produkowanych w warunkach „na żywo”. Produkty EVS’a używane są przede wszystkim w wozach transmisyjnych i wykorzystywane są głównie do odtwarzania powtórek w zwolnieniu – tzw. slow-motion replay. EVS zrewolucjonizował pole profesjonalnej rejestracji cyfrowej wprowadzając w miejsce tradycyjnych taśm magnetycznych, twarde dyski. W tym czasie liderami takich rozwiązań było Sony i Panasonic.
Po ugruntowaniu swojej pozycji w produkcji sportowej, EVS zaczął tworzyć rozwiązania bazujące na ich serwerach, przeznaczone dla studiów telewizyjnych, znacząco rozbudowując swoją ofertę sprzętową w 2002 roku. Ta strategia marketingowa przyczyniła się do 40% wzrostu w 2012 roku. Dodatkowo – w 2004 roku EVS wprowadził na rynek XDC – pionierskie rozwiązanie do wyświetlania filmów w kinach cyfrowych, które następnie przekształcone zostało w Dcinex Group. EVS sprzedał swoje udziały w tym projekcie w 2014 roku.
W 2001 roku Laurent Minguet ustąpił ze stanowiska dyrektora. Trzy lata później zrezygnował z piastowania jakichkolwiek stanowisk.
Również Pierre L’hoest, po spotkaniu z radą dyrektorów 15 września 2011, zdecydował się opuścić stanowisko dyrektora generalnego. W tym okresie przejściowym EVS zarządzany był właśnie przez radę dyrektorów.
W 2012 roku stanowisko dyrektora generalnego obejmuje Joop JANSEEN.
10 października 2014 roku rada dyrektorów i Joop Janseen, za porozumieniem stron, zgodzili się rozstać. Jedna z członków rady dyrektorów EVS – Muriel De Lathouwer – przewodnicząc Komitetowi Stategicznemu, została mianowana przewodnicząc Komitetu Wykonawczego na okres tymczasowy.

## Produkty
- XT3: serwer umożliwia nagrywanie, kontrolę oraz odtwarzanie sygnałów przy jednoczesnej rejestracji wielu strumieni.
- Multicam [LSM]: jest to oprogramowanie sterujące serwera XT3. W połączeniu z kontrolerem sprzętowym, tzw. Remote’m umożliwia natychmiastowe odtworzenie powtórki, szybki montaż oraz wygenerowanie efektu slow-motion nagrywanego materiału. Jest używany podczas realizacji sportowych.
- XS: Serwer dla środowiska studyjnego.
- IPDirector: Oprogramowanie używane do kontroli serwera XT3. Oferuje m.in. zarządzanie metadanymi, prostą edycję materiałów wideo, czy obsługę list odtwarzania.
- Xedio: Modułowy zestaw oprogramowania służący do pobierania, tworzenia i zarządzenia mediami oraz emisji materiałów informacyjnych i sportowych. Zawiera nieliniowy system edycji materiałów zwany – CleanEdit, który może być obsługiwany zdalnie.
- C-Cast: Narzędzie umożliwiające widzom dodatkowy podgląd materiału wideo na platformach medialnych.
- Epsio: Narzędzie umożliwiające nakładanie animacji i grafik wideo w czasie rzeczywistym lub w natychmiastowych powtórkach.
- Rodzina OpenCube: Serwer MXF oferujący tworzenie plików MXF do produkcji bazującej na strumieniowaniu kontentu, XFReader (czytnik MXF) i XFConverter (konwersja MXF).

## Nagrody
Produkty EVS otrzymały wiele międzynarodowych wyróżnień i nagród.
- The IBC2014 Judges’ Prize[17]
- Best distribution technology Award 2014 for its C-Cast[18]
- TV Technology Star Awards at IBC2013 for its XT3 4K version[19]
- Pick Hit Award for IBC 2013 for its XT3 4K version[20]
- Tech & Engineering Emmy Award for its HD Super Motion Systems[21]
- Spanish AV Industry Award for EVS XT2+[22]
- TV Technology Star Awards at IBC2010 for MediArchive Director[23]
- Technology Implementation of the Year Award for Qvest Media at Digital Studio Awards 2010[24]
- IBC 2009 Pick Hit Awards for EVS' New Graphic Overlay Solution[25]
- TVBEurope Best of IBC Award for IPEdit[26]
- Star 2008 TV Technology for EVS XT2web[27]
- Pick Hit Award for IBC 2011 for C-Cast[28]